# Вільям Френк Баклі-молодший
Вильям Френк Баклі молодший (народився 24 листопада 1925 р. — 27 лютого 2008 р.) — американський консервативний письменник, коментатор та політолог. Він заснував журнал «Національний оглядач» в 1955 році, який мав великий вплив на рух консерваторів; вів 1429 епізодів телевізійного шоу «Firing Line» (1966-1999), де він став відомий завдяки його транслатлантичному акценту та багатому словниковому запасу; написав національну синдикатську та численні шпигунські романи.
Джордж H. Неш, історик сучасного американського консервативного руху, сказав, що Баклі «був, мабуть, найважливішим публічним інтелектуалом у Сполучених Штатах за останні півстоліття. Для цілого покоління він був вищим голосом американського консерватизму та його першого великий діяч». Головний внесок Баклі в американську політику – це злиття консерватизму та анти-комунізму, що отримало назву американського консерватизму і лягло в основу політики Рональда Рейгана. Колишній республіканський лідер Боб Доул заявив, що «Баклі запалив вогонь». Баклі написав «God and Man at Yale» (1951) і понад п’ятдесят різних книг з письма, історії, політики та вітрильного спорту, в тому числі серію романів з агентом ЦРУ Блекфордом Оуксом. Сам себе Баклі називав ліберальним та консервативним. Мешкав у Нью-Йорку та Стемфорді, штат Коннектикут. Він був віруючим католиком і регулярно відвідував Латинську месу.

## Дитинство
Баклі народився 24 листопада 1925 року в Нью-Йорку. Матір – Алоїза Жозефіна Антонія (в молодості – Штейнер), народилася в Нью-Орлеані; мала німецько-швейцарське та ірландське коріння. Батько – Віліям Френк Баклі – адвокат і розробник нафтової промисловості, сам з Техасу. Вільям, разом з родиною, переїхав до Мексики, а потім до Шарону, штат Коннектикут, поки не розпочав навчання в паризькій школі. Його перша та друга мова були іспанська та французька. Як хлопчик, Баклі любив музику, вітрильний спорт, верхову їзду, полювання і лижний спорт. Усе це знайшло відображення в його майбутніх творах. Перед початком Другої світової, у віці 12-13 років, Вільям відвідував католицьку підготовчу школу Святого Джонса в Англії. Під час війни, родина Баклі приютила майбутнього англійського історика Алістера Хорна, який був евакуйований зі свого рідного дома. Алістер і Вільям залишились друзями на все життя і разом в 1943 закінчили мільбруську школу в штаті Нью-Йорк. Вільям був членом клубу Американських хлопців для захисту Еррола Фліна (ABCDEF) під час засідання Фліна про законне зґвалтування в 1943-му. Також у Мільбруку, Вільям заснував та редагував щорічник школи під назвою «The Tamarack», що стало його першим публікаційним досвідом. В юності, батько Вільяма заохочував його читати роботи ліберального автора Альберта Джей Нока. В юності Баклі розвинув багато музикальних талантів: він добре володів клаверсином, який пізніше називав «інструментом, який я люблю сильніше за всі інші». Також він був досвідченим піаністом і навіть виступав на Національному публічному радіо-шоу «Piano Jazz». Великий шанувальник Себастьяна Баха, що висловив побажання, аби музика Баха грала на його похоронах.

## Освіта, військова служба і ЦРУ
Баклі навчався вдома до 8 класу за програмою Калвертської балтиморської школи. В 1943 Баклі вступив до Національного автономного університету Мексики. Через рік після закінчення школи офіцерів армії США, він отримав звання другого лейтенанта армії США. У своїй книзі «Miles gone by”, він коротко розповідає, що є членом почесної варти Франкліна Рузвельта після його смерті. Протягом війни, він служив в Форті Беннінг, штат Джорджія та Форт Сем-Хьюстон, штат Техас. Після закінчення війни, він навчався в Єльському університеті, де був членом таємного товариства «Череп на кістки»  і майстерним дебатером. Був активним членом Консервативно\ партії Єльского політичного союзу, а також виконував обов’язки голови «Yale Daily News», а також був інформатором ЦРУ. Баклі вивчав політологію, історію та економіку і закінчив університет з відзнакою в 1950 році. Також він відзначився в Єльській команді дебатистів, і, під керівництвом професора Ролліна Г. Остервейса, баклі відточував свій стиль. В 1951 році, разом з багатьма іншими випускниками Ліги Плюща, Баклі було прийнято на роботу до ЦРУ, де він служив 2 роки, у тому числі 1 рік в Мехіко, працюючи над політичною акцією для Говарда Ханта, який пізніше потрапив до в’язниці за участь у справі «Уотергейт». Поки Баклі був в Мехіко, він редагував «The Road to Yenan» («Дорога до Єнана») – книгу перуанського автора Еудокіо Равінса.

## Шлюб і сім’я
В 1950 році Баклі одружився з Патрісією Олдіен Остін «Пат» Тейлор (1926-2007), дочкою канадського промисловця Остіна К. Тейлора. Він зустрів Пат, протестантку за Ванкувера, Британська Колумбія, коли вона була студенткою коледжу Вассар. Пізніше вона збирала кошти для таких благодійних організацій, як Центр раку, інституту реконструктивної пластичної хірургії в медичному центрі Нью=Йоркського університету та Лікарню спеціальної хірургії. Вона також збирала гроші для ветеранів В’єтнаму та хворих на СПІД. 15 квітня 2007 року, вона померла у віці 80 років від інфекції після довгострокової хвороби. Після її смерті Баклі здавався «пригніченим і втратив інтерес до всього», як казав його друг Крістофер Літтл. У Вільяма був один син – Крістофер Баклі.
Вільям Ф. Баклі-молодший мав дев’ять братів і сестер, серед них Морін Баклі-О’Рейлі (1933-1964), яка одружилася з Джеральдом А. О’Рейлі, директором ліків Річардсона-Вікса. Сестра Прискілла Л. Баклі — автор книги «Живіть з національною рецензією: спогад», для якої Вільгельм написав передмову. Сестра Патрісія Баклі Бозел була однокомнатницею Патрісії Тейлор у Вассарі, перш ніж кожен одружився; брат Рейд Баклі – автор, дебатів-майстер і засновник школи публічних виступів у Баклеї; і брат Джеймс Л. Баклі, який став сенатором США з Нью-Йорка, а пізніше став суддею апеляційного суду Сполучених Штатів для округу D.C.

## Перші книги
God and Man at Yale
В 1951 році була опублікована перша книга Баклі «Бог і Людина в Єлі». Книга була написана в Хамдені, штат Коннектикут, де Вільям і Пат Баклі почали жити спільним життям. Дана робота стверджувала, що Єльський університет відійшов від своєї первинної освітньої місії. Критики стверджували, що ця робота зневажила роль академічної свободи. Баклі сам створив увагу до книги через ЗМІ за допомогою «вступу», який написав Джон Чеберлен,в якому йдеться, що він «змінює хід свого життя» і що знаменитий редактор журналу «Життя» вийшов із «безрозсудної щедрості». Вільям згадується в романі «Маньчжурський кандидат» за авторством Річарда Кондона в 1959, як «захоплюючий молодий чоловік, який писав про чоловіка і бога в Єлі».
McCarthy and His Enemies
В 1951 році, Баклі, спільно зі своїм другом Брентоном Бозеллом-молодшим, який сильно захищав сенатора Джозефа МакКарті як патріотичного хрестоносця проти комунізму, видав книгу «МакКарті та його Вороги». В ній стверджується, що «маккартизм – це рух, навколо якого люди доброї волі і суворої моралі можуть закрити ранги». Баклі працював редактором «Американського Меркурія» в 1951 та 1952, але покину його після того, як в журналі з’явилися антисемітські позиції. 

## Національний огляд
Оскільки в США було мало публікацій, які були присвячені консервативним коментарям, Баклі заснував «Національний огляд» у 1955 році і виступав його головним редактором до 1990 року. Протягом цього часу "Національний огляд" став стандартним носієм американського консерватизму, сприяючи зростанню традиційних консерваторів та лібералів. Досліджуючи післявоєнну консервативну інтелектуальну історію, Кім Філліпс-Фейн пише: «Найвпливовіший синтез цього питання залишається «Консервативна інтелектуальна традиція» Джорджа Неша від 1945 року… Він стверджував, що післявоєнний консерватизм об’єднав три могутні та частково суперечні інтелектуальні течії, які раніше були значною мірою незалежні одна від одної: лібералізм, традиціоналізим та антикомунізм. Кожна ідея мала свої попередників в двадцятому (і навіть дев'ятнадцятому) століттях, але вони були об'єднані в їх післявоєнні формулювання Вільямом Ф. Баклі та «Національним оглядом». Об’єднання цих різних конкуруючих непримиренних шкіл думки призвело до того, що Неш стверджував, що він створив узгоджене сучасне Право.
Як авторів та редакторів, Баклі шукав інтелектувалів, котрі були колишніми комуністами, або колись працювали зліва, включаючи Уіттекера Чемберса, Вільяма Шламма, Джона Доса Пасоса, Френка Майєра та Джеймса Бернхема. Коли Джеймс Бернхем став одним із перших старших редакторів, він закликав прийняти більш прагматичну редакційну посаду, яка поширюватиме вплив журналу на політичний центр. Сміт вважає, зо Бернхем подолав іноді гарячу опозицію з боку інших членів редакційної колегії, у тому числі Мера, Шламма, Вільяма Рікенбакера та видавника журналу Вільяма А. Рушера, і мав значний вплив як на редакційну політику журналу, так і думку самого Баклі.

## Визначення меж консерватизму
Баклі та його редактори використовували свій журнал для визначення меж консерватизму, а також виключення людей, ідей або груп, які вони вважали недостойними консервативного титулу. Тому він засудив Айн Ренд, Товариство Джона Беріка, Джорджа Уоллеса, расистів, білих супремацистів та антисемітів. Коли він вперше зустрівся з автором Айн Ренд, згідно слів Баклі, вона зустріла його наступним чином: «Ви дуже сміливі, щоб вірити в Бога». У свою чергу, Баклі відчув, що «стиль Ренд і її послання зіткнулися з консервативним етосом», і він вирішив, що ворожість Ренд до релігії зробила її філософію неприйнятною для його розуміння консерватизму. Після 1957 року він намагався вирвати її з консервативного руху, видавши в край негативний огляд Уіттекера Чемберса про роман «Атлант розправив плечі» Ренд. У 1964 році він написав про «остаточну несумісність її висушеної філософії з наголосом консерватора на трансцендентності інтелектуальній та моральній», а також «несумісність важкого схематичного, непримиренного, непохитного догматизму, який сам по собі є неприйнятним». Інші атаки були написані Гаррі Уіллісом та М. Стентоном Евансом. Тим не менше, Бернс стверджує, що її популярність та її вплив на «право» змусили Баклі та його коло переосмислити, як традиційні поняття чесноти та християнства можна інтегрувати з усією підтримкою капіталізму.

## Погляд на сегрегацію на Півдні
Джеймс Джексон Кліпатрик (1920-2010) був відомим редактором газети в Ричмонді, штат Вірджинія, і був лідером у підтримці сегрегації та контролю Півдня тільки білими. Маклін заявляє: Національний огляд зробив Кілпатріка своїм голосом про рух за громадянські права та про Конституцію, оскільки Баклі і Кілпатрик об'єднали Північ та Південь у спільному розумінні нації, яка включала підтримку" білого панування ". У випуску від 24 серпня 1954 року, Баклі висловився «Чому Південь повинен переважати»» і прямо висловився за тимчасову сегрегацію на Півдні до «довгострокової рівноправності». Він стверджував, що  «центральне питання, яке виникає… чи має біле співтовариство на Півдні право вживати таких заходів, які необхідні для політичного та культурного переважання в областях, де вона не переважає чисельно?» Твереза відповідь – «Так, біла громада має право, бо на даний момент це передова раса». Його відповідь полягала в тому, що тимчасова сегрегація на Півдні була гарною ідеєю зараз (у 1957 році), але чорному населенню бракувало освіти, економічного або культурного розвитку для расової рівності, тому заявляли, що Білий Південь має «Право нав'язувати чудові звичаї для будь-якого періоду, необхідного для досягнення культурної рівності між расами». Через два тижні після того, як ця публікація була опублікована, ще один відомий консервативний письменник Л. Брент Божель-молодший (друг Баклі) написав у «Національному огляді»: «Цей журнал висловив погляди на расове питання, яке я вважаю мертвим неправильно і це шкодить консервативним причинам. Існує закон і Конституція, і редакційна стаття дають білим південцям можливість припинити порушувати їх, аби тримати афро-американців політично безсилими». У 2004 році він намагався уточнити свій коментар, кажучи: «Він показує те, що біле культурне панування буде соціологічним і зв'язавши його використання із «просуванням», його використання у назві NAACP продовжувалося: заклик до просунення кольорових людей передбачає, що вони будуть знаходитися позаду» Баклі пом'якшив свої аргументи до середини 1960-х років, зміна викликана частково через те, що він засмучений насильство, яке використовувало білі супремеці під час руху за громадянські права, і частково через вплив таких друзів, як Гаррі Уіллс, які зіткнулися з Баклі щодо моралі своєї політики. Однак Баклі продовжував знижувати структурний расизм і поставив велику кількість вину за брак економічного зростання на самому чорному співтоваристві, найбільш помітно під час широко публікувалися дебатів 1965 року з афро-американським письменником Джеймсом Болдувіном в Кембриджському. Його протидія руху громадянських прав було більше сформоване в підтримці прав штатів та проти судової перевірки державних дій, а не з точки зору культурних відмінностей [68].
Наприкінці 1960-х рр. Баклі різко суперечив з сегрегаціоністом Джорджем Уоллесом, який керував демократичними праймерістами (1964 та 1972 рр.), І в 1968 р. Виступив з авторитетом для президента, і пристрасно обговорював платформу сегрегації Уоллеса в ефірі "Лінії паління". Баклі пізніше сказав, що вважає, що Національний огляд більше підтримував законодавство про громадянські права у 1960-х роках. Він виріс захоплюватися Мартін Лютер Кінг, молодший, і підтримав створення для нього національного свята Мартіна Лютера Кінга, молодшого дня. Протягом 1950-х рр. Баклі працював над тим, щоб зняти антисемітизм з консервативного руху та заборонив власникам цих поглядів працювати в Національному огляді.
У 1962 Баклі засудив Роберта У. Вельша-молодшого та Товариства Джона Беріка в Національному огляді як "далекий від здорового глузду" і закликав республіканську партію очистити себе від впливу Велха.

## Політичний коментарі та дії

### YAF та Барі Голдвотер
В 1960 році Баклі допоміг сформувати спільноту молодих американців, які боролися за свободу (Young Americans for Freedom, YAF), які керувалися принципами Баклі під назвою «Заява Шарона». Баклі пишався успішною компанією свого старшого  брата Джима Баклі на квитку Консервативної партії, щоб захопити місце Сенату США з штату Нью-Йорк у 1970 році, який провів колишній республіканець Чарльз Гуделл, і дав дуже щедрий кредит голові YAF  на активну підтримку штату Нью-Йорк. Баклі був обраний в Сенат на 1 строк, після чого його переміг демократ Деніел Патрік Мойніхан в 1976 році. В 1963-64 році Баклі мобілізував підтримку кандидатуру Баррі Голдуотера, як сенатора штату Аризона. Для цього Баклі використовував «Національний огляд» як форму для підтримки Голдуотера.

### Едгар Герберт Сміт молодший
У 1962 році засуджений вбивця Едгар Сміт почав листування з Баклі, в ході якого Баклі почав сумніватися у вині Сміта, а потім заявив, що справа була «властиво неправдоподібною». Стаття Баклі в листопаді 1965 р., Опублікована в Esquire, звернула увагу національних ЗМІ: "Сміт сказав, що він розповів Хомеллу під час своєї короткої бесіди ... в ніч на вбивство, де він відкинув штани. Жінка, яка винаймала оселю через дорогу, стверджувала, що бачила, як Хоммель гуркотував там на наступний день після вбивства, а самі штани були знайдені на біля дороги. Хоммелл знайшов їх і залишив їх у іншому місці, думаючи дискредитувати історію Сміта? Це викликало відродження інтересів ЗМІ до Дон-Хоммела, якого Сміт називав справжнім вбивцею.
У 1971 році Сміт був звільнений. У 1976 році він зробив спробу ще одного вбивства і був засуджений до довічного ув’язнення. Він також визнав, що він фактично здійснив перше вбивство, за яке йому було пред'явлено звинувачення.

### Кандидатура майору
У 1965 році Баклі подався на посаду нового мера Нью-Йорку від Консервативної партії. Він намагався відновити імпульс до консервативної причини після поразки Голдвоутера. Він намагався забрати голоси відносно ліберального Республіканця та підтримати колегу з Єльсу – Джона Ліндсея, який пізніше став демократом. Баклі не очікував перемогти, насправді, коли його запитали, що він буде робити, якщо виграє гонку, він відповів: «Провести перерахунок і використати незвичайний стиль компанії», а під час одного теледебату з Ліндсі, Баклі відмовився використовувати свій час на спростування аргументів і відповів: «Я буду задоволено сидіти і споглядати своє колишнє красномовство». Щоб полегшити затори, Баклі запропонував стягувати плату за проїзд у центральне місто та створення мережі велосипедних доріжок. Він виступив проти цивільної комісії з огляду Департаменту поліції Нью-Йорка, яку Ліндсей нещодавно представив для боротьби з корупцією в поліції та створення загонів національних дружин. Баклі посів третє місце з 13,4% голосів.

### Firing Line
Для багатьох американців, щотижневе шоу «Firing Line» (1966-1999) за авторством Вільяма Баклея було їх головним впливом на нього. Протягом всієї своєї кар'єри як медіа-фігури Баклі піддавався критиці як зі сторони «лівих» американців, так зі сторони «правих», а саме товариства Джона Беріка та його другого президента Ларрі Макдональда, та від Об’єктивістів. У 1953-54 роках, задовго до того, як він заснував Firing Line, Баклі був випадковим учасником консервативних програм державних справ "Відповіді для американців", які транслювалися на ABC, і базувалися на матеріалах публікації Facts Forum.

### Делегат Організації Об'єднаних Націй
У 1973 році адміністрація Ніксона призначила Баклі на посаді делегата в Організації Об'єднаних Націй, після чого Баклі пізніше написав книгу. У 1981 році Баклі повідомив переобраного (та особистого друга) Рональда Рейгана, що він відмовиться від будь-якої офіційної позиції, запропонованої йому. Рейган жартома відповів, що це було надто погано, тому що він хотів зробити посла Баклі в (тодішньому окупованому СРСР) Афганістані. Баклі відповів, що він готовий зайнятися роботою, але тільки якщо йому буде забезпечено "10 підрозділів охоронців".

## Подальша кар’єра
У 1988 році Баклі допоміг перемогти ліберального республіканського сенатора Лоуелла Вейкера в Коннектикуті. Баклі організував комітет для проведення кампанії проти Вейкера та схвалив його противника Демократичної партії, Генерального прокурора штату Коннектикут Джозефа Лібермана.
У 1991 році Баклі отримав Президентську медаль від Свободи від Президента Джорджа Г. Буша. Після повернення 65 у 1990 році він вийшов із системи щоденного проведення Національного огляду і відмовився від контрольних пакетів Національного огляду в червні 2004 року до попередньо обраної піклувальної ради. У наступному місяці він опублікував Мемуари "Милі, що пройшли". Баклі продовжував писати свою колонку в  газеті, а також думки для журналу National Review і National Review Online. Він залишався основним джерелом влади в журналі, а також провів лекції та дав інтерв'ю.

## Смерть
Баклі помер у своєму будинку в Стемфорді, штат Коннектикут, 27 лютого 2008 року. Спочатку повідомлялося, що його було знайдено мертвим на його столі у своєму кабінет, який розміщувався в гаражі. В подальшому, в його книзі «Losing Mum and Pup: A Memoir» Крістофер Баклі написав справжні обставини смерті: його батько лежав на підлозі свого кабінету після  смертельного серцевого нападу. У момент своєї смерті він страждав від емфіземи та діабету. 3 грудня 2007 року Баклі прокоментував причину його емфіземи, посилаючись на свою життєву звичку курити тютюн, незважаючи на схвалення законної заборони. Тіло Баклі було поховано на цвинтарі Сен-Бернар у Шароні, штат Коннектикут, поряд з його дружиною Патріцією.
В останній шлях Вільяма провели видатні члени республіканського політичного училища, а також Джордж Буш, колишній спікер Палати представників Нют Гінгріч та колишня перша леді Ненсі Рейган. Буш сказав: "Він вплинув на багатьох людей, включаючи мене. Він захопив уяву багатьох людей". Гінгріх додав: "Білл Баклі  інтелектуальним захисником, чия енергія, інтелект, дотепність та ентузіазм найкращого сучасного консерватизму натхненники і заохочення». Вдова Н. Рейгана, Ненсі, прокоментувала:" Ронні цінував пораду Білла протягом усього його політичного життя».

## Зовнішні посилання
·        Appel, Edward C. "Burlesque drama as a rhetorical genre: The hudibrastic ridicule of William F. Buckley Jr.", Western Journal of Communication,Summer 1996, Vol. 60 Issue 3, pp. 269–84.
·        Bridges, Linda; Coyne, John R. Jr. (2007). Strictly Right: William F. Buckley Jr. and the American Conservative Movement. Hoboken: Wiley. ISBN 978-0-471-75817-4.
·        Buckley, James L. (2006). Gleanings from an Unplanned Life: An Annotated Oral History. Wilmington: Intercollegiate Studies institute. ISBN 978-1-933-85911-8.
·        Buckley, Reid (1999). Strictly Speaking. New York: McGraw-Hill. ISBN 0-07-134610-4.
·        Epstein, Joseph. "The Politics of William Buckley: Conservative Ideologue as Liberal Celebrity," Dissent, Oct 1972, Vol. 19 Issue 4, pp. 602–61
·        Farber, David. The Rise and Fall of Modern American Conservatism: A Short History (2010) pp. 39–76
·        Gottfried, Paul (1993). The Conservative Movement. ISBN 0-8057-9749-1
·        Johns, Michael (2008). "Walking the Road that Buckley Built"
·        Judis, John B. (1990). William F. Buckley Jr.: Patron Saint of the Conservatives. New York: Simon & Schuster. ISBN 978-0-671-45494-4.
·        Lamb, Brian (2001). Booknotes: Stories from American History. New York: Penguin. ISBN 1-58648-083-9.
·        Lee, Michael J. "WFB: The Gladiatorial Style and the Politics of Provocation," Rhetoric and Public Affairs, Summer 2010, Vol. 13 Issue 2, pp. 43–76
·        Meehan, William F., ed. (2002). William F. Buckley Jr.: A Bibliography. Wilmington, DE: ISI Books. ISBN 9781882926664.
·        Miller, David (1990). Chairman Bill: A Biography of William F. Buckley Jr.. New York
·        Nash, George H. The Conservative Intellectual Movement in America Since 1945 (2006)
·        Winchell, Mark Royden (1984). William F. Buckley Jr. New York: MacMillan Publishing Company. ISBN 0-8057-7431-9.
·        Sarchett, Barry W. "Unreading the Spy Thriller: The Example of William F. Buckley Jr.," Journal of Popular Culture, Fall 1992, Vol. 26 Issue 2, pp. 127–39, theoretical literary analysis
·        Smith, W. Thomas Jr. (2003). Encyclopedia of the Central Intelligence Agency. New York: Facts on File. ISBN 0-8160-4667-0.
·        Straus, Tamara (1997). The Literary Almanac: The Best of the Printed Word: 1900 to the Present. New York: High Tide Press. ISBN 1-56731-328-0.
·        "Writings of Kirk and Buckley". American Writers: A Journey Through History. C-SPAN. Retrieved March 12, 2016.
·        Gregory Pavlik (1997). "Neoconservatism: a CIA Front?". The Rothbard-Rockwell Report.
·        Chris Weinkopf (1999-09-03). "William F. Buckley Jr.". Salon.com. Retrieved 2015-05-06.
·        Lubinskas, James P. (September 2000). "The Decline of National Review". American Renaissance.
·        Rothbard, Murray N. (2001). "Buckley Revealed". LewRockwell.com.
·        Manning, Lona (October 9, 2009). "The Great Prevaricator". Crime Magazine.
·        Glazov, Jamie. "Miles Gone By". FrontPage Magazine. Retrieved 2015-05-06.
·        Hickman, John (2007-04-06). "Happy is the Columnist who has no History". BaltimoreChronicle.com. Retrieved 2015-05-06.